# Ѯ
Ksi (Ѯ per a majúscula i ѯ per a minúscula) és una lletra obsoleta de l'alfabet ciríl·lic utilitzada en l'antic alfabet eslau eclesiàstic, amb un so de /ks/ o /x/. La seva forma i so provenen de la lletra grega xi (Ξ, ξ).

## Sistema numeral
Aquest caràcter té un valor de 60 en l'antic sistema numeral eslau eclesiàstic.

## Unicode
Aquest caràcter es visualitza per unicode amb una qualitat bastant deficient. Depèn de la font utilitzada per a la codificació. Els seus codis són O+046I per a majúscula i O+046F per a minúscula.